# Anna Alma Pole
Anna Alma Pole (* Ende des 19. Jahrhunderts; † 1944) war eine lettische Widerstandsleistende gegen die nationalsozialistische Gewaltherrschaft. Ihr wurde postum der Titel Gerechte unter den Völkern verliehen.

## Leben
Pole lebt in den 1940er Jahren als Hausfrau, andere Quellen nennen sie auch Hausmeisterin, in der lettischen Hauptstadt Riga an der Adresse Schwimmstraße (lettisch Peldu iela) 15. Lettland war zu diesem Zeitpunkt während des Zweiten Weltkriegs von deutschen Truppen besetzt. Im Sommer 1943 begannen die deutschen Behörden die Juden des Rigaer Ghettos zu deportieren und zu ermorden. Zu den Nachbarn der zwischen 50 und 60 Jahre alten Anna Alma Pole gehörte der Jude Isaak Vange, ein Freund ihres Sohns. Vange brachte im Sommer 1943 mehrere Juden, denen die Flucht aus dem Ghetto gelungen war, zu Anna Alma Pole, die sie dann im Keller des Hauses versteckte. Zu den Versteckten gehörten neben Isaak Vange, die beiden Brüder Lipmanovich und ihre Schwester sowie der Arzt Yudel Yudelovich, der zuvor in einem Rigaer Krankenhaus mit Tuberkulose-Patienten gearbeitet hatte. Weitere Schutzsuchende waren Sergei Gurvich, Yosel Grudman und eine weitere Person mit Vornamen Abel. Eine Quelle schildert, dass sich Flüchtlinge zunächst vom Versteck ferngehalten hätten, da es unter Flüchtlingen das Gerücht gegeben habe, Anna Alma Pole helfe nur aus Interesse an Geld.
Es gelang ihr die acht, nach anderen Angaben sieben Personen über ein Jahr hinweg bis zum August 1944 zu verstecken. Anna Alma versorgte, unterstützt von ihrer bereits mit einer eigenen Familie und einem kleinen Sohn in einer anderen Wohnung auf der anderen Seite der Düna lebenden Tochter Margarita Kestere, die Flüchtlinge mit Essen. Margarita brachte die Vorräte für die Menschengruppe verdeckt in einem Kinderwagen. Am 24. August 1944 wurde, vermutlich nach einem Hinweis von Nachbarn, die Wohnung von der Sicherheitspolizei durchsucht. Die acht Flüchtlinge, Anna Alma Pole, aber auch die sich gerade zu Besuch mit ihrem Sohn aufhaltende Margarita wurden festgenommen. Die jüdischen Flüchtlinge und Anna Alma Pole wurden gefoltert und letztlich ermordet. Margarita, die kurz zuvor ein Mädchen entbunden hatte, kam frei, da alle darauf bestanden hatten, dass sie von den Versteckten nichts wusste. Es gelang Margarita Riga zu verlassen, so dass sie überlebte. Andere Angaben geben an, dass bei der Hausdurchsuchung bereits sechs der Flüchtlinge umkamen. Weitere Schilderungen geben an, dass es zu einem Schusswechsel mit den bewaffneten Flüchtlingen kam. Einigen wäre es zunächst gelungen zu fliehen, wurden jedoch gefasst und ermordet.
Weniger als zwei Monate später, am 13. Oktober 1944, endete durch das Einrücken der Roten Armee die nationalsozialistische Gewaltherrschaft in Riga.

## Ehrungen

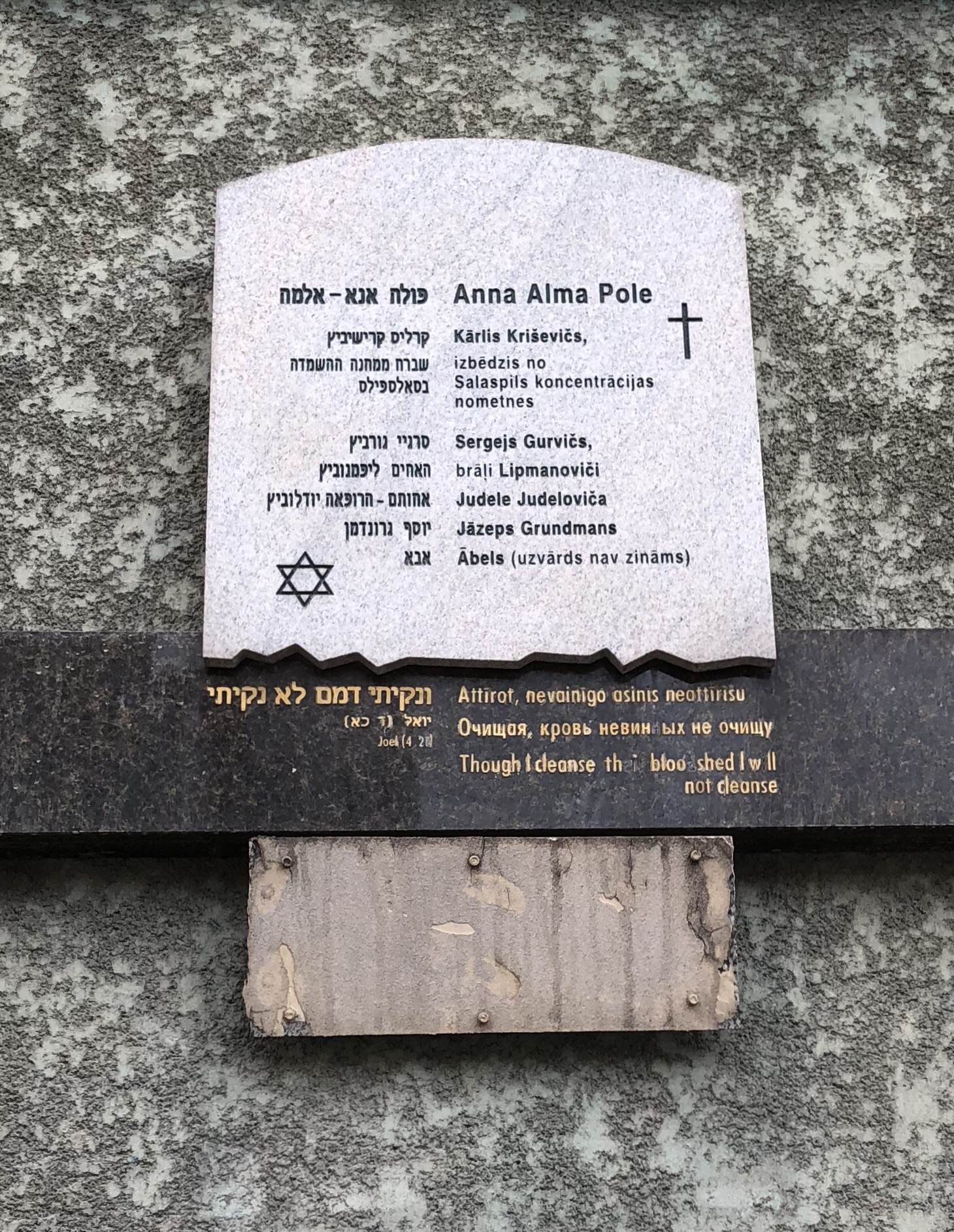
Beschädigte Gedenktafel in der Schwimmstraße 15 im Jahr 2018

Am 3. November 2004 wurde Alma Anna Pole von der Gedenkstätte Yad Vashem der Titel Gerechte unter den Völkern zuerkannt.
1998 wurde auf Initiative des Verlegers Alexi Sheinin eine Gedenktafel am Haus Schwimmstraße 15 angebracht, die an Anna Alma Pole, die Flüchtlinge und die Geschehnisse der Jahre 1943/44 erinnert. Der untere Teil der Tafel, der auf Lettisch, Russisch, Hebräisch und Englisch das Geschehene beschrieb, wurde im Jahr 2011 zerstört.